# Mesobryobia genisi
Mesobryobia genisi är en spindeldjursart som beskrevs av Meyer 1974. Mesobryobia genisi ingår i släktet Mesobryobia och familjen Tetranychidae. Inga underarter finns listade i Catalogue of Life.